# Новицкий, Йозеф
Йозеф Новицкий (пол. Józef Nowicki; 9 марта 1766, Варшава — 29 ноября 1830, Варшава) — польский бригадный генерал, генеральный секретарь Правительственной военной комиссии, участник восстания Костюшко.

## Биография
В начале 1783 года начал службу в чине хорунжего польской кавалерии в королевской армии, В 1785 году — лейтенант. В 1788 году в качестве волонтёра принял участие в русско-турецкой войне, осенью того же года вышел в отставку.
В 1791 году в чине капитана кавалерии вернулся в действующую армию Речи Посполитой и в следующем году принимал участие в войне с Россией в защиту польской Конституции 3 мая 1791 года. Получив ранение, отправился на лечение.
Во время восстания Костюшко вернулся в строй, и был повышен до подполковника, затем вице-бригадира и бригадирa. Участвовал в сражениях при Дубенке, Хелме и обороне Варшавы (в Праге).
Затем в течение 10 лет находился на гражданской службе. Затем вернулся на военную службу и в 1806 году получил чин полковника. В ноябре 1809 года был произведен в полковники, служил начальником штаба Ю. Понятовского, затем начальником штаба 18 дивизии (V корпуса) и 7 дивизии (X корпуса).
Вместе с Понятовским перешёл на службу Наполеону. Участвовал в наполеоновской кампании в 1812 году, в составе польского корпуса. После битвы за Данциг в 1813 году был взят в плен.
Вернувшись на родину в 1814 году, был назначен комендантом департамента (административно-территориальная единица Варшавского герцогства в Быдгоще.
В апреле 1816 года — генеральный секретарь Правительственной военной комиссии, этот пост Й. Новицкий занимал до конца своей жизни.
С ноября 1818 года — бригадный генерал.
В начале ноябрьского восстания 1830 года, остался верен присяге российскому императору и погиб в первую же ночь от рук повстанцев.
В память о верных присяге генералах-поляках, среди которых был и бригадный генерал Йозеф Новицкий, в 1841 году, через 10 лет после подавления ноябрьского восстания, на одной из варшавских площадей по распоряжению императора Николая I, собственноручно сделавшего наброски будущего обелиска, был сооружен Памятник семи генералам. На монументе была высечена надпись: «Полякам, полегшим в 1830 году за верность своему Монарху» (пол. Polakom poległym w 1830 roku za wierność swemu Monarsze).

## Награды
- Рыцарский крест ордена Virtuti Militari (Варшавское герцогство, 1808)
- Кавалер Ордена Почётного легиона (Французская империя, 1812)
- Офицер Ордена Почётного легиона (Французская империя, 1813)
- Орден Святой Анны 2 степени с бриллиантами (Российская империя, 1818)
- Орден Святого Станислава II степени (Царство Польское, 1820)
- Знак отличия «XXX лет беспорочной службы» (Российская империя, 1830)[2]
- Королевский орден Обеих Сицилий, кавалер (Неаполитанское королевство)[3]
- медали